# Ilona
Ilona – imię żeńskie, węgierska forma imienia Helena.
W Polsce liczba nadań w latach 60. XX wieku przekroczyła 1000 na dekadę. W styczniu 2024 w publicznych danych rejestru PESEL wykazano 55 045 kobiet o imieniu Ilona nadanym jako imię pierwsze oraz 12 920 noszących imię Ilona jako imię drugie. Dla porównania, najczęściej nadane żeńskie imię pierwsze – Anna – nosi 1 072 616 Polek.
Ilona imieniny obchodzi razem z Heleną, m.in. 23 kwietnia i 18 sierpnia.

## Osoby noszące imię Ilona
- Ilona Duczynska – rewolucjonistka polskiego pochodzenia
- Ilona Elek – węgierska florecistka
- Ilona Felicjańska – polska modelka
- Ilona Gierak – polska siatkarka
- Ilona Janyst – polska aktorka
- Ilona Koutny – węgierska lingwistka, profesor Uniwersytetu im. Adama Mickiewicza w Poznaniu
- Ilona Kucińska – polska aktorka
- Ilona Kuśmierska – polska aktorka
- Ilona Łepkowska – polska scenarzystka
- Ilona Mitrecey – francuska piosenkarka
- Ilona Novák – węgierska pływaczka
- Ilona Ostrowska – polska aktorka
- Ilona Senderek – polska łyżwiarka figurowa
- Ilona Wrońska – polska aktorka.